# Kalix Tele24
Kalix Tele24 AB är ett svenskt företag som erbjuder telefonisttjänster på distans. Företaget har kontor i Kalix, Haparanda och Stockholm  med 160 medarbetare.

## Historisk
Företaget grundades 1992 av Anders Martin och Dag Carlquist med bakgrund från Kinnevik. Företaget startade sin verksamhet i Kalix med affärsidén att erbjuda Telefonist på distans till företag, myndigheter och organisationer. Verksamheten expanderade och kontor etablerades i Stockholm, Gällivare, Jokkmokk, Motala och Haparanda. Telenor förvärvade Kalix Tele24 1998 och 2000. Kristian Rothoff och Åsa Östanskog-Rothoff förvärvade företaget 2004 genom holdingbolaget Växtverk AB.

## Produkter
Kalix Tele24 har varumärken såsom Connect, Access, Företagssvar BAS, Företagssvar PRO samt kundtjänstlösningar.